# Bronisław Suchanek
Bronisław Suchanek (* 30. August 1948 in Bielsko-Biała) ist ein polnischer Jazz-Bassist.

## Leben und Wirken
Bronisław Suchanek studierte ab 1967 an der Musikhochschule Kontrabass und spielte in dieser Zeit im Silesian Jazz Quartet. 1971 begann seine Zusammenarbeit mit dem Pianisten Mieczysław Kosz. Über Polen hinaus bekannt wurde er durch sein Spiel in der Band von Tomasz Stańko, mit dem er Alben wie das Music for K (1970) aufnahm, in Mitteleuropa tourte und 1973 beim Jazz Jamboree auftrat. Suchanek gehörte außerdem zum Jazz Studio Orchestra of the Polish Radio unter der Leitung von Jan Wróblewski. Ende der 1970er Jahre arbeitete er in Skandinavien; so nahm er 1977 mit dem  Schwedischen Radio-Jazz-Orchester George Russells Vertical Form VI auf Soul Note. Seit 1976 gehörte er zu der Formation Sound of Flowers mit Fredrik Norén, Rune Carlsson, Bobo Stenson, Bjarne Roupé und Roland Keijser.
Anfang der 1980er Jahre spielte Suchanek in verschiedenen Projekten in Deutschland und Österreich, wie in Joe Nays Formation Message, in der G.A.P. Band (1983) und in der Formation Oriental Wind von Okay Temiz. Mitte der 1980er Jahre ging er mit dem Polski Jazz Ensemble um Leszek Zadlo auf Tournee. Anfang der 1990er Jahre unterrichtete er an der Maine School of Music. 2009 nahm er mit dem Pianisten Dominik Wania das Duoalbum Sketch in Blue auf. Im selben Jahr wirkte er auf dem Krakauer Jazz All Souls’ Day Festival u. a. mit Joachim Kühn bei der polnischen Premiere von Zbigniew Seiferts Jazzkonzert für Violine, Sinfonieorchester und Rhythmusgruppe mit.
Suchanek lebt in Milton bei Boston, USA.

## Diskographische Hinweise
- Tadeusz Prejzner, Spacer Brzegiem Morza (1969)
- Jan Ptaszyn Wróblewski: Jazz Studio Orchestra of Polish Radio (1969, mit Zbigniew Namysłowski, Janusz Muniak, Tomasz Stańko, Jerzy Milian, Janusz Stefański)
- Mieczysław Kosz: Reminiscence (1971)
- Jan Ptaszyn Wróblewski: Sprzedawcy Glonów (1973)
- Jan Fryderyk Dobrowolski: The Art of Improvisation (mit Józef Gawrych, Kazimierz Jonkisz, Jacek Bednarek; 1973)
- Tomasz Stańko: W Pałacu Prymasowskim (1973/1982)
- Jan Ptaszyn Wróblewski: S.P.P.T. – Chalturnik (1974)
- Sketch in Blue, mit Rune Carlsson, Nisse Sandström, Anders Karlsén (1978)
- Just Friends, mit Sibel Köse, Bogdan Hołownia, Kazimierz Jonkisz (2009)